# Petit-Auverné
Petit-Auverné is een gemeente in het Franse departement Loire-Atlantique (regio Pays de la Loire) en telt 383 inwoners (2004). De plaats maakt deel uit van het arrondissement Châteaubriant-Ancenis.

## Geografie
De oppervlakte van Petit-Auverné bedraagt 23,0 km², de bevolkingsdichtheid is 16,7 inwoners per km².
De onderstaande kaart toont de ligging van Petit-Auverné met de belangrijkste infrastructuur en aangrenzende gemeenten.

## Demografie
Onderstaande figuur toont het verloop van het inwonertal (bron: INSEE-tellingen).